# ミゾ人
ミゾ人（ミゾじん、ミゾ語 : Mizo hnam）は、インドのミゾラム州を中心に居住する民族である。

## 定義と名称
「ミゾ」の民族名称は、ミゾラム州（ミゾ丘陵）に居住する複数の民族集団、とくにクキ・チン諸語のうち中央語群の話者集団により用いられている。"hnam" はミゾ語で「民族」といった意味を有し、その内部に複数の下位集団（chi）を含むことを許容する。「ミゾ」の定義については chhinlung chhuak（後述）であるすべての民族集団がふくまれると一般に説明されることもあるが、「ミゾ」というアイデンティティは概して状況依存的なものであり、たとえばフマル人やパイテ人はミゾラム州内において「ミゾ」とみなされる一方、ミゾラム州外においてはそうではない。
"Mizo" という名称自体は、ミゾ語をはじめとするクキ・チン諸語（なお、ミゾラム州内においてこれらの多くの言語はミゾ語の下位変種としてあつかわれている）で「山地民」を意味する。"Zo" は植民地期よりすでに同地の諸民族により自称として用いられており、たとえばミゾラム州の歴史家であるヴムソン（Vumson）は"Mizo"という名称は、民族名である”Zo” と「人々」をあらわす”Mi” から成り立っていると論じている。ミゾ語においては、ミゾを含むクキ＝チンの諸民族を総称して Zohnahthlak、すなわち「ゾの子孫」と呼称することもある。
イギリス領インドにおいて、現在「ミゾ」と呼称される民族は、ミゾ人のサブグループのひとつであるルシェイ（Lusei）の転訛であるところのルシャイ（Lushai）と総称された。植民地時代、現代インドにおいてミゾラム州にあたる地域はルシャイ丘陵県（Lushai Hills District）と定められ、県内でおこなわれたキリスト教の布教を通じて現地で用いられていた言語のひとつであるドゥリアン語（Duhlian）が地域共通語となった。
一方で、その後のミゾ丘陵においては、イギリス人の命名であり、村落社会の既得権益層である首長によっても推奨された「ルシャイ」よりも、「ミゾ」の名称のほうが好ましいと考えられた。ミゾ統一党が台頭し、首長制が廃止された1950年代以降こうした傾向は強まり、1954年にはルシャイ丘陵県はミゾ県（Mizo District）に改名された。また、ドゥリアン語ないしルシャイ語と呼ばれていた地域共通語についても、「ミゾ語」と呼称されるようになった。

## 歴史

### 先史
フレデリック・レーマンの論じるところによれば、ミゾ（あるいはクキ、チン）は1千年紀中葉までに中国西南部から東南アジアに南下した集団であり、その主要な居住地域はチン丘陵周辺であった。マニプル王国の年代記には1554年に同地域にクキ人が存在した旨が記されており、レーマンは16世紀頃にクキ＝チン系の集団がミゾラムやトリプラといった北部の丘陵地帯に進出したと考えている。
こうしたものとは別に、ミゾにおいてはいくつかの起源神話が語られている。現代ミゾ社会において最も重要視されているのはチンルン伝説であり、これはミゾの祖先はチンルン（Chhinlung）なる岩の裂け目からあらわれたというものである。ミゾの歴史家はこの伝説が部分的に史実の要素を含むと考えており、たとえばリアンカイア（Liangkhaia）やラルタンリアナ（B. Lalthangliana）はそれぞれ「チンルンは中国の王の名前である」「チンルンは貴州省の地名であるチンロン（Qinglong）に由来する」と主張している。ジョイ・パチュアウはこうしたミゾの歴史家の記述は、神話を利用して元来曖昧であった「ミゾ」の定義を確固たるものにしようとする試みであると論じており、実際にリアンカイアは「チンルンから出てきた者たち（chhinlung chhuak）」がミゾの定義であるとして、ルセイ・ラルテ・フマル・パウィ・パイテ、加えてKhawlhring・Khiangte・Chawngthu・Chawhte・Ngente・Renthlei・Tlau・Pautu・Rawite・Zawngte・Vangchhia・Punte の17民族がミゾであると論じた。

### 近現代
1780年ごろから19世紀初頭にかけて、ルセイの一氏族であるサイロ（Sailo）がファラムから北上し、ミゾ丘陵に移った。1830年までに、サイロは同地域における支配的地位を占めるようになった。度重なる襲撃を経た後、1871年にはイギリス領インドのアッサム・ベンガル両地方政府によるルシャイ丘陵への合同軍事遠征がおこなわれた。これにより、ルシャイ丘陵の首長勢力はイギリスのゆるい統治下に入った。とはいえ、ルシャイ丘陵の本格的統治がはじまるのは1889年から1890年にかけておこなわれたチン・ルシャイ遠征以降のことであり、南端のマラ（Mara）およびラケル（Lakher）地方が平定され、ルシャイ丘陵県の一部に組み込まれたのは1931年のことであった。
当初イギリス人は同地の山岳民族を「クキ」と呼称したが、1872年以降は「ルシャイ」と呼称するようになった。同時期にはキリスト教の宣教もおこなわれはじめた。伝道組織はルシャイ丘陵県における事実上すべての学校教育事業を担い、聖書の翻訳・ルシャイ語正書法の整備・辞書の編纂などを通じ、地域内の言語標準化を促進した。このような状況のもと、キリスト教に改宗したミゾ人のなかから高等教育を受けたエリート層もあらわれ、1950年代にはミゾ統一党として県の政権を握るようになった。
1959年のマウタム飢饉を契機として成立したミゾ民族戦線（MNF）は1966年にミゾラム地域の独立を宣言し、インド軍と戦闘をおこなった。インド政府は空爆や強制移住といった暴力的手段を通じてこれを鎮圧しようとし、ミゾ社会においてこの時代は困難の時代（buai lai）と呼ばれている。ラジーヴ・ガンディー政権下である1986年にミゾ協定が締結されたことにより、この戦争は終結した。1987年にはミゾラム州が設立された。